# 黄启璪
黄启璪（1933年11月23日—2000年12月28日），女，重庆巴南人，中华人民共和国政治人物，中华全国妇女联合会第六、七届副主席。

## 生平
祖籍重庆巴县木洞镇，1933年11月23日生于湖南常德，9岁便参加抗日救亡运动。1950年加入新民主主义青年团，1952年加入中国共产党，1954年毕业于西南师范学院，后担任四川省重庆市学联副主席。1973年，任共青团重庆市委书记。1979年，担任四川省重庆市教育局副局长。1982年，任四川省文化局副局长。1982年，任四川省政协副主席、四川省委秘书长。1988年，任全国妇联副主席。1995年担任第四次世界妇女大会非政府组织妇女论坛委员会主任。
1998年3月，第九届全国人大第一次会议上，她当选为全国人民代表大会常务委员会委员、第九届全国人民代表大会环境与资源保护委员会副主任委员。
2000年12月28日6时32分在北京医院逝世，享年67岁。